# Riera de Maçana
|  | Aquest article tracta sobre l'afluent de la Riera de Rajadell. Si cerqueu el curs d'aigua a la Catalunya Nord, vegeu «Riera Maçana». |

La riera de Maçana és una riera als municipis de Rubió (Anoia) i Castellfollit del Boix (Bages), una de les principals afluents de la riera de Rajadell. Al principi, degut al seu escàs cabal, és esmentada com a torrent. La riera neix prop de Cal Palomes, al vessant nord de la Serra de Rubió, i va transcorrent per la vall de l'antic municipi de Maçana (dividit en dos municipis i dues comarques), actualment una entitat de població del municipi de Rubió.